# Parigny-les-Vaux
Parigny-les-Vaux település Franciaországban, Nièvre megyében. Lakosainak száma 965 fő (2022. január 1.). Parigny-les-Vaux Guérigny, Varennes-Vauzelles, Chaulgnes, Pougues-les-Eaux, Saint-Aubin-les-Forges és Urzy községekkel határos.

## Népesség
A település népességének változása:
| Lakosok száma | 984  | 955  | 996  | 960  | 967  | 970  | 973  | 967  | 965  |
|               | 2013 | 2015 | 2016 | 2017 | 2018 | 2019 | 2020 | 2021 | 2022 |